# Jadwiga Czerwińska
Jadwiga Bożena Czerwińska (ur. 9 lipca 1955 w Łodzi) – polska filolog, dr hab. nauk humanistycznych, profesor nadzwyczajny Instytutu Romanistyki Wydziału Filologicznego Uniwersytetu Łódzkiego i Instytutu Filologii Klasycznej  Wydziału Nauk Humanistycznych Katolickiego Uniwersytetu Lubelskiego Jana Pawła II.

## Życiorys
W 1979 ukończyła studia filologii klasycznej na Uniwersytecie Łódzkim, 16 grudnia 1983 obroniła pracę doktorską Wpływ filozofii sofistycznej na myśl historyczną Tukidydesa, 9 czerwca 2000 habilitowała się na podstawie pracy zatytułowanej Człowiek Eurypidesa wobec zagrożenia życia, namiętnej miłości i ekstazy religijnej. 22 stycznia 2016 nadano jej tytuł profesora w zakresie nauk humanistycznych.
Objęła funkcję profesora nadzwyczajnego w Instytucie Romanistyki na Wydziale Filologicznego Uniwersytetu Łódzkiego i w Instytucie Filologii Klasycznej na Wydziale Nauk Humanistycznych Katolickiego Uniwersytetu Lubelskiego Jana Pawła II, a także członka Komitetu Nauk o Kulturze Antycznej na I Wydziale Humanistycznych i Społecznych Polskiej Akademii Nauk.
Była kierownikiem Katedry Filologii Klasycznej Wydziału Filologicznego Uniwersytetu Łódzkiego.